# Körtvélypatak
Körtvélypatak románul: Crușovăț, falu Romániában, a Bánságban, Krassó-Szörény megyében.

## Fekvése
Teregovától délre, Herkulesfürdőtől északra, Kuptorja és Bélajablánc közt fekvő település.

## Története
Körtvélypatak, Krusovecz nevét 1447-ben említette először oklevél  Krussowcz, 
Krwssowecz néven.
1548-ban Krwsowecz, 1603-ban Krusevecz, 1690–1700 között Krusevacz, 1888-ban Krussovecz, 1913-ban Körtvélypatak formában írták.
1552-ben a Losonczi Bánffyak birtoka, kik közül ez évben  Losonczi Bánffy Mihály Krwssowecz birtokbeli jószágait zálogba adta Karánsebesi Sebesi Lajosnak és Flora Ioannak.
1553-ban Kornyáti Bekes László krwsweczi birtokrészét adta zálogba Tövisi Cservicse Jánosnak.
A trianoni békeszerződés előtt Krassó-Szörény vármegye Teregovai járásához tartozott.
1910-ben 685 lakosából 11 magyar, 658 román volt. Ebből 10 római katolikus, 673 görög keleti ortodox volt.

## Források

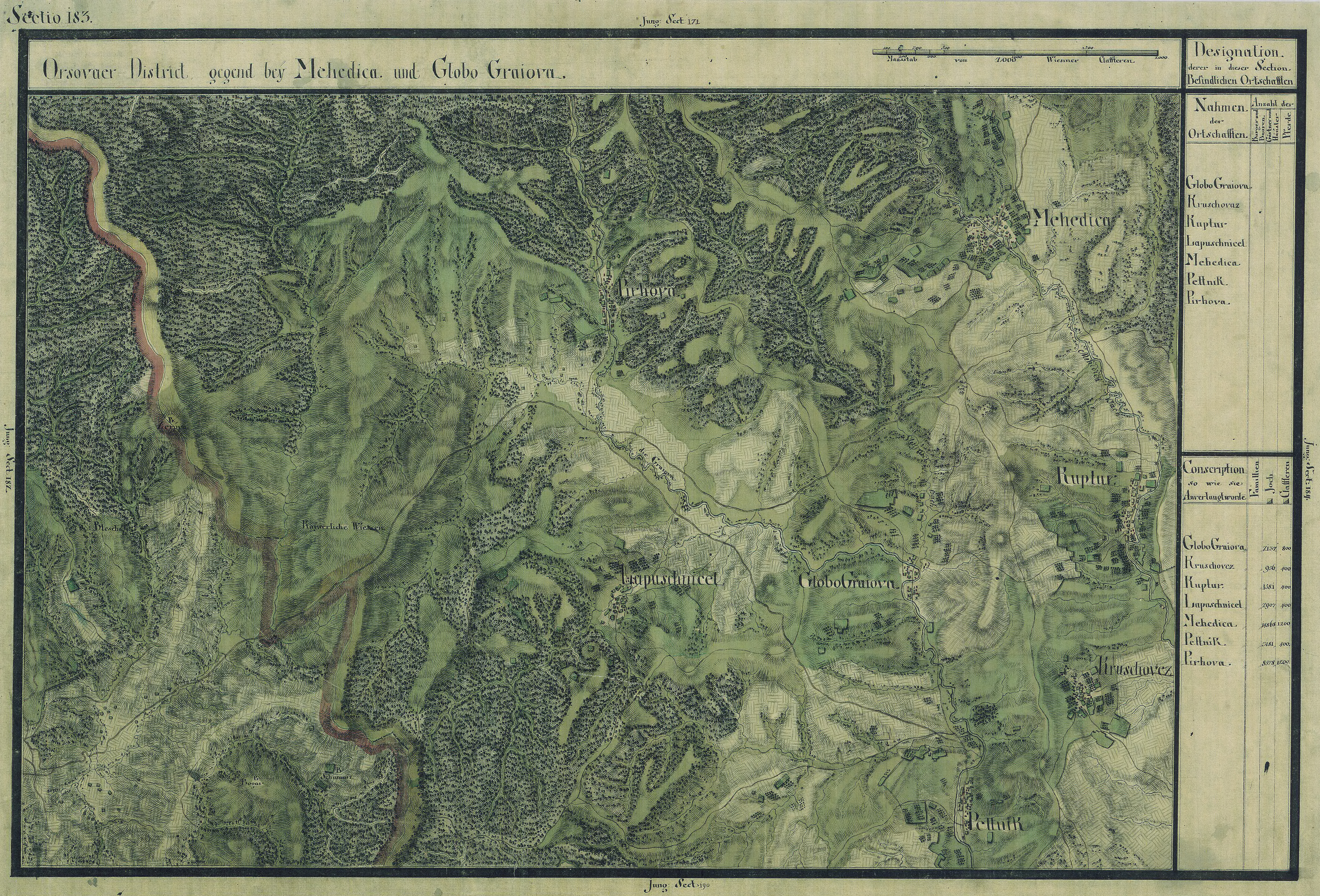
Körtvélypatak egy régi térképen